# Bodil Steen Rasmussen
Bodil Steen Rasmussen, danska veslačica, * 12. december 1957, Fredericia.